# アーサー・F・ベントリー
アーサー・フィッシャー・ベントリー（Arthur Fisher Bentley、1870年10月16日 - 1957年5月21日）は、アメリカ合衆国の政治学者、哲学者で、認識論、論理学、言語学の分野の著作を残し、政治学における行動主義的方法論の発展に貢献した。

## 経歴
イリノイ州フリーポートに生まれ、少年期に家族とともにネブラスカ州へ転居し、オマハを経てグランドアイランドで育った。1885年にヨーク・カレッジに進み、翌1886年にはデンバー大学に転じたが、健康を害して退学し、帰郷し、しばらく父が務めていた銀行で働いた。
その後、1890年にジョンズ・ホプキンズ大学に進み、1892年にB.A.、1895年にPh.D.を取得した。この間、1894年から1895年にかけてドイツに留学し、ゲオルグ・ジンメルやルドルフ・フォン・イェーリング、カール・メンガー、グスタフ・シュモーラー、ヴィルヘルム・デュルタイの影響を受けた。帰国直後にはシカゴ大学で社会学を講じ、ジョン・デューイと交流したが、その後はジャーナリストとして活動した。『シカゴ・タイムズ＝ヘラルド (Chicago Times-Herald)』では、報道記者や編集記者を経験した。
1910年にインディアナ州パオリに移住し、以降、終生そこに居住した。パオリでは果樹園を営んで生計を立てていた。
1941年から1942年にかけては、コロンビア大学で哲学客員教授となった。
1954年には、アメリカ人道主義協会 (American Humanist Association) による第2回「ヒューマニスト・オブ・ザ・イヤー」を受賞した。

## 業績
ベントリーは、集団間の相互作用が政治生活の基盤にあるとし、静態的抽象化を排した。彼によれば、法制度や行政や司法判断を左右するのは、集団の活動であった。このような過程を重視する行動主義の思想は、後に政治学の中心を占めるようになった。「社会運動は集団の相互作用からもたらされる (social movements are brought about by group interaction)」という彼の信条は、現代のポピュリズムや利益集団アプローチの基本的な特徴となっている。
1908年に刊行された彼の著作『統治過程論 (The Process of Government)』は、1930年代から1950年代にかけて大きな影響力を持った。また、当初からというわけではなかったが、社会学におけるシカゴ学派など、政治分野において客観的で価値自由な分析に取り組んでいた他の研究者集団にも影響は及んだ。
1941年に『Philosophy of Science』誌の8号（1ページから19ページ）に掲載された論文「The Human Skin: Philosophy's Last Line of Defense」は、ブロック大学の「ミード・プロジェクト (the Mead Project)」のサイトで閲覧できる。
1949年には、ジョン・デューイとの共著により、認識論についての論文集『Knowing and the Known』を刊行した。

## おもな著書
- The Condition of the Western Farmer as Illustrated by the Economic History of a Nebraska Township (1893). Baltimore: Johns Hopkins Press.
- The Process of Government: A Study of Social Pressures (1908). Chicago: University of Chicago Press.[9]
  - 日本語訳：（喜多靖郎、上林良一 訳）A・F・ベントリー 統治過程論 -社会圧力の研究-、法律文化社、1994年
- Relativity In Man And Society (1926). New York: G.P. Putnam's Sons.
- Linguistic Analysis of Mathematics (1932). Bloomington, Indiana: The Principia Press.
- Behavior, Knowledge, Fact (1935). Bloomington, Indiana: The Principia Press.
- (with John Dewey) Knowing and the Known (1949). Boston: The Beacon Press.
- Inquiry Into Inquiries: Essays in Social Theory (1954). Boston: The Beacon Press.